# Kauxwhi
Kauxwhi est une ville du Botswana.